# Estación La Aurora (Guadalajara)
La Aurora es la segunda estación de la Línea 2 del Tren Ligero de Guadalajara en sentido oriente a poniente, y novena en sentido opuesto.
Debe su nombre a la zona colonial homónima en la cual se encuentra. Su logotipo representa la claridad del alba o amanecer con sol.
Presta servicio a las colonias Agustín Yañez (La Florida) y Jardines de San Francisco.

## Puntos de interés
- Iglesia La Luz del Mundo[1]
- Parroquia de Nuestra Señora De San Juan De Los Lagos[1]